# Unabhängige Landesanstalt für Rundfunk und neue Medien
Die Unabhängige Landesanstalt für Rundfunk und neue Medien (ULR) war bis zum 28. Februar 2007 die Landesmedienanstalt für das Land Schleswig-Holstein. Sie hatte ihren Sitz in Kiel und ging auf in der Medienanstalt Hamburg/Schleswig-Holstein.
Die ULR war Zulassungs- und Aufsichtsbehörde über von ihr lizenzierte Rundfunkprogramme. Dies sind Radio Schleswig-Holstein, delta radio, Radio NORA und POS Radio. Daneben entschied sie über die Belegung der schleswig-holsteinischen Kabelnetze.